# Batur (Gading)
Batur is een bestuurslaag in het regentschap Probolinggo van de provincie Oost-Java, Indonesië. Batur telt 3140 inwoners (volkstelling 2010).